# Reprezentacja Stanów Zjednoczonych w piłce nożnej mężczyzn
Reprezentacja Stanów Zjednoczonych w piłce nożnej mężczyzn – drużyna piłkarska reprezentująca Stany Zjednoczone Ameryki w zawodach międzynarodowych. Za jej funkcjonowanie odpowiedzialna jest United States Soccer Federation, organ zarządzający piłką nożną w Stanach Zjednoczonych. W reprezentacji mogą występować wyłącznie zawodnicy posiadający obywatelstwo amerykańskie.
Reprezentacja Stanów Zjednoczonych pierwszy mecz rozegrała w 1885 roku, ale nie został wpisany do oficjalnego rejestru. Dziś uznaje się, że debiutem międzypaństwowym Amerykanów było wygrane 3:2 spotkanie ze Szwecją w Sztokholmie, w trzy lata po założeniu krajowego związku piłki nożnej.
W pierwszych mistrzostwach świata Amerykanie zajęli trzecie miejsce, którym podzielili się z Jugosławią, wcześniej wygrywając w grupie po 3:0 z Belgią i Paragwajem, oraz wysoko ulegając w półfinałach Argentynie (1:6). Cztery lata później start w finałach zakończyli już po pierwszym meczu – z Włochami, przegranym 1:7. Przez ponad pół wieku byli zupełnie przeciętną drużyną, choć w 1950 roku znów awansowali do finałów i zdołali tam pokonać Anglię 1:0 (tzw. Cud na trawie). W następnych dwóch meczach Amerykanie przegrywali kolejno z Hiszpanią 1:3 i Chile 2:5. Zajęli więc ostatnie miejsce w grupie z dwoma punktami na koncie i odpadli z turnieju. W strefie CONCACAF nie potrafili wygrać rywalizacji z dużo silniejszym Meksykiem.
Pewien przełom nastąpił dopiero w latach 90. Od 1990 do 2014 roku reprezentacja USA była stale obecna w mistrzostwach świata (wtedy też powróciła na mundial po czterdziestoletniej przerwie). Choć we Włoszech odpadli już po fazie grupowej, to już cztery lata później (będąc gospodarzem mundialu) dotarli do 1/8 finału. We Francji znów zakończyli udział w mistrzostwach świata na fazie grupowej. W 2002 – po zwycięstwie w 1/8 finału nad Meksykiem – dotarła aż do ćwierćfinału. W 2006 roku udział na turnieju w Niemczech zakończyli ponownie na fazie grupowej, by w dwóch następnych występach (odpowiednio w 2010 w Republice Południowej Afryki i 2014 roku w Brazylii) dotrzeć do 1/8 finału. W latach 1991–2005 trzykrotnie triumfowała w Złotym Pucharze CONCACAF (łącznie w historii sięgali po to trofeum siedmiokrotnie). Niezłe wyniki reprezentacji są w dużej mierze skutkiem nowego spojrzenia samych Amerykanów na futbol. Profesjonalna liga piłkarska (MLS) powstała w USA dopiero w 1996 roku. Od czasu kiedy Stany Zjednoczone były gospodarzami światowego championatu (w 1994), znacznie wzrosło zainteresowanie piłką nożną wśród kibiców i sponsorów. Dziś rozgrywki MLS przyciągają na stadiony nie mniej fanów niż mecze baseballu, czy koszykówki, a amerykańskie kluby należą do najlepiej zarządzanych na świecie, piłkarze zaś grają w najsilniejszych zespołach Europy – ostatnio Stany Zjednoczone mogą pochwalić się cenionymi bramkarzami: Tony Meola, Brad Friedel z Blackburn Rovers, najlepszy bramkarz Premiership w sezonie 2002-03, Tim Howard (najlepszy bramkarz Premiership w sezonie 2003-04)  czy Kasey Keller (piłkarz roku 2005 w USA).
Od 1998 do 2006 roku szkoleniowcem kadry był Bruce Arena. Jest to jeden z najdłuższych stażów trenerskich w drużynach narodowych. Na tym stanowisku zastąpił go Bob Bradley, który prowadził drużynę do 2011 roku. Po nim kadrę do 2016 roku prowadził Jürgen Klinsmann. Po jego rezygnacji ze stanowiska, posadę trenera przejął ponownie Bruce Arena. Do listopada 2018 kadrę USA tymczasowo prowadził Dave Sarachan.
Znacznie większe sukcesy ma na swoim koncie żeńska reprezentacja USA. Amerykanki należą do najlepszych na świecie – dwukrotnie zdobywały złoto na Igrzyskach Olimpijskich (1996 i 2004) oraz tyle samo razy triumfowały w mistrzostwach świata (1991 i 2004).
W roku 2009 reprezentacja zdobyła drugie miejsce w Pucharze Konfederacji w finale przegrywając z Brazylią 2-3, oraz trzecie w pierwszej edycji Pucharu Konfederacji (wtedy pod nazwą Puchar Króla Fahda) 1992 po zwycięstwie z Wybrzeżem Kości Słoniowej 5:2. Edycję 2003 tego turnieju zakończyła na fazie grupowej.
Czterokrotnie brała również udział w Copa America. W rozgrywkach o Puchar Ameryki Południowej dwukrotnie była czwarta (1995, oraz 2016 – jako gospodarz). Edycje 1993 i 2007 zakończyła na fazie grupowej.
Reprezentacja USA zajmuje obecnie 16. miejsce w rankingu FIFA oraz 2. miejsce w Federacji CONCACAF.

## Historia występów w MŚ

### Udział w Mistrzostwach Świata 1990
Turniej we Włoszech USA zakończyło na fazie grupowej. Po przegraniu wszystkich trzech spotkań (kolejno z Czechosłowacją 1:5, gospodarzem mistrzostw Włochami 0:1 oraz Austrią 1:2) z zerowym dorobkiem punktowym zajęła ostatnie miejsce w grupie i odpadła z turnieju.

### Udział w Mistrzostwach Świata 1994
Reprezentacja USA była gospodarzem mistrzostw świata rozgrywanych w 1994 roku. Grała w nich w grupie A razem z Rumunią, Szwajcarią, oraz Kolumbią. Po zwycięstwie w meczu z Kolumbią 2:1, remisie 1:1 ze Szwajcarią i porażce z Rumunią 0:1 zajęła ostatecznie trzecie miejsce w grupie i z dorobkiem czterech punktów awansowała do 1/8 finału. W tej fazie rozgrywek trafiła na reprezentację Brazylii z którą przegrała 0:1 i odpadła z turnieju.

### Udział w Mistrzostwach Świata 1998
Na mistrzostwach we Francji Stany Zjednoczone trafiły do grupy F razem z Niemcami, Jugosławią i Iranem. Po przegraniu wszystkich trzech meczów (odpowiednio z Niemcami 0:2 oraz Iranem 1:2 i Jugosławią 0:1) z zerowym dorobkiem punktowym zajęli ostatnie miejsce w grupie i odpadli z turnieju.

### Udział w Mistrzostwach Świata 2002
Koreańsko-japoński czempionat reprezentacja USA rozpoczęła od zwycięstwa z Portugalią 3:2. Późniejszy remis 1:1 ze współgospodarzem mistrzostw Koreą Południową, oraz porażka z Polską 1:3 sprawiły, iż ostatecznie zajęła ona drugie miejsce w grupie D z czterema punktami na koncie i awansowała do 1/8 finału. W tej fazie turnieju spotkali się z reprezentacją Meksyku z którą wygrali 2:0, awansując tym samym do ćwierćfinału. Tam trafili na reprezentację Niemiec, z którymi przegrali 0:1 i odpadli z turnieju.

### Udział w Mistrzostwach Świata 2006
Niemiecki mundial piłkarze amerykańscy zakończyli na fazie grupowej. Po remisie 1:1 z Włochami i dwóch porażkach (z Czechami 0:3 i Ghaną 1:2) z jednym punktem na koncie zajęli ostatnie miejsce w grupie E i odpadli z turnieju.

### Udział w Mistrzostwach Świata 2010
Amerykanie grali w tych mistrzostwach w grupie C razem z Anglią, Słowenią i Algierią. Po jednym zwycięstwie (z Algierią 1:0) i dwóch remisach (z Anglią 1:1 i Słowenią 2:2) z pięcioma punktami na koncie awansowali z pierwszego miejsca w grupie do 1/8 finału. W tej fazie spotkali się z reprezentacją Ghany, z którą przegrali po dogrywce 1:2 i odpadli z turnieju.

### Udział w Mistrzostwach Świata 2014
Reprezentacja Stanów Zjednoczonych awansowała do 1/8 finału, zajmując drugie miejsce w grupie. Przegrywając z Belgią (1:2) zakończyła swój udział na Mistrzostwach Świata w Brazylii.

### Kwalifikacje do Mistrzostw Świata w Piłce Nożnej 2018
USA zaczęło od porażki u siebie z Meksykiem (1:2). Po tej porażce przyszła druga, jeszcze poważniejsza z Kostaryką (0:4). Po tych dwóch porażkach trener reprezentacji Jürgen Klinsmann zrezygnował z prowadzenia drużyny narodowej. Ekipę amerykańską przejął więc Bruce Arena co w dalszych meczach w 2017 roku wyraźnie dało efekty. Stany Zjednoczone wygrały z Hondurasem 6:0, zremisowały z Panamą 1:1, wygrały z Trynidadem i Tobago 2:0 oraz zremisowały z Meksykiem 1:1. We wrześniu 2017 roku wyniki te znowu zaczęły się pogarszać i drużyna z USA przegrała z Kostaryką 0:2 oraz zremisowała ze znacznie gorszym potencjalnie Hondurasem 1:1 (jedyny gol dla Amerykanów padł dopiero w 89. minucie). Tym samym szanse zakwalifikowania się do turnieju spadły (USA zajmowały czwarte miejsce, Honduras piąte z tą samą liczbą punktów). W kolejnym meczu eliminacyjnym Amerykanie pewnie pokonali Panamę 4:0. Ostatnie spotkanie kwalifikacyjne zakończyło się porażką Stanów Zjednoczonych (1:2 z Trynidadem i Tobago), co ostatecznie przekreśliło szanse awansu USA na mundial. Z tabeli awansowały trzy najlepsze zespoły z sześciu rywalizujących ze sobą w piątej rundzie eliminacji CONCACAF (Meksyk, Kostaryka, Panama). Czwarty Honduras awansował do barażu interkontynentalnego.

## Udział w międzynarodowych turniejach
| \| Udział w mistrzostwach świata \| Udział w mistrzostwach świata \| Udział w mistrzostwach świata \| \| Rok \| Kwalifikacje \| Wynik \| \| ----------------------------- \| ----------------------------- \| ----------------------------- \| \| 1930 \| – \| III miejsce[3] \| \| 1934 \| Awans \| Faza grupowa \| \| 1938 \| Wycofała się z kwalifikacji \| Wycofała się z kwalifikacji \| \| 1950 \| Awans \| Faza grupowa \| \| 1954 \| Nie zakwalifikowała się \| Nie zakwalifikowała się \| \| 1958 \| Nie zakwalifikowała się \| Nie zakwalifikowała się \| \| 1962 \| Nie zakwalifikowała się \| Nie zakwalifikowała się \| \| 1966 \| Nie zakwalifikowała się \| Nie zakwalifikowała się \| \| 1970 \| Nie zakwalifikowała się \| Nie zakwalifikowała się \| \| 1974 \| Nie zakwalifikowała się \| Nie zakwalifikowała się \| \| 1978 \| Nie zakwalifikowała się \| Nie zakwalifikowała się \| \| 1982 \| Nie zakwalifikowała się \| Nie zakwalifikowała się \| \| 1986 \| Nie zakwalifikowała się \| Nie zakwalifikowała się \| \| 1990 \| Awans \| Faza grupowa \| \| 1994 \| Gospodarz \| 1/8 finału \| \| 1998 \| Awans \| Faza grupowa \| \| 2002 \| Awans \| Ćwierćfinał \| \| 2006 \| Awans \| Faza grupowa \| \| 2010 \| Awans \| 1/8 finału \| \| 2014 \| Awans \| 1/8 finału \| \| 2018 \| Nie zakwalifikowała się \| Nie zakwalifikowała się \| \| 2022 \| Awans \| 1/8 finału \| \| 2026 \| Gospodarz \| \| | - 1991 – Mistrzostwo - 1993 – II Miejsce - 1996 – III Miejsce - 1998 – II Miejsce - 2000 – Ćwierćfinał - 2002 – Mistrzostwo - 2003 – III Miejsce - 2005 – Mistrzostwo - 2007 – Mistrzostwo - 2009 – II Miejsce - 2011 – II Miejsce - 2013 – Mistrzostwo - 2015 – IV Miejsce - 2017 – Mistrzostwo - 2019 – II miejsce - 2021 – Mistrzostwo | - 1916–1991 – Nie brała udziału - 1993 – Faza grupowa - 1995 – IV miejsce - 1997–2004 – Nie brała udziału - 2007 – Faza grupowa - 2011–2015 – Nie brała udziału - 2016 – IV miejsce - 2019 – Nie brała udziału - 2021 – Nie brała udziału |
| Udział w mistrzostwach świata | | |
| Rok | Kwalifikacje | Wynik |
| 1930 | – | III miejsce |
| 1934 | Awans | Faza grupowa |
| 1938 | Wycofała się z kwalifikacji | Wycofała się z kwalifikacji |
| 1950 | Awans | Faza grupowa |
| 1954 | Nie zakwalifikowała się | Nie zakwalifikowała się |
| 1958 | Nie zakwalifikowała się | Nie zakwalifikowała się |
| 1962 | Nie zakwalifikowała się | Nie zakwalifikowała się |
| 1966 | Nie zakwalifikowała się | Nie zakwalifikowała się |
| 1970 | Nie zakwalifikowała się | Nie zakwalifikowała się |
| 1974 | Nie zakwalifikowała się | Nie zakwalifikowała się |
| 1978 | Nie zakwalifikowała się | Nie zakwalifikowała się |
| 1982 | Nie zakwalifikowała się | Nie zakwalifikowała się |
| 1986 | Nie zakwalifikowała się | Nie zakwalifikowała się |
| 1990 | Awans | Faza grupowa |
| 1994 | Gospodarz | 1/8 finału |
| 1998 | Awans | Faza grupowa |
| 2002 | Awans | Ćwierćfinał |
| 2006 | Awans | Faza grupowa |
| 2010 | Awans | 1/8 finału |
| 2014 | Awans | 1/8 finału |
| 2018 | Nie zakwalifikowała się | Nie zakwalifikowała się |
| 2022 | Awans | 1/8 finału |
| 2026 | Gospodarz | |

## Obecny skład
23 osobowa kadra na mecze towarzyskie przeciwko Walii i Panamy, które odbyły się odpowiednio 12 i 16 listopada 2020. Występy i gole aktualne na 17 listopada 2020.
| Nr         | Imię i nazwisko     | Data urodzenia       | Występy   | Gole      | Klub                    |
| Bramkarze  | Bramkarze           | Bramkarze            | Bramkarze | Bramkarze | Bramkarze               |
| ---------- | ------------------- | -------------------- | --------- | --------- | ----------------------- |
| 1          | Zack Steffen        | 2 kwietnia 1995      | 19        | 0         | Manchester City         |
| 22         | Ethan Horvath       | 9 czerwca 1995       | 4         | 0         | Club Brugge             |
| 24         | Chituru Odunze      | 14 października 2002 | 0         | 0         | Leicester City          |
| Obrońcy    |                     |                      |           |           |                         |
| 2          | Sergiño Dest        | 3 listopada 2000     | 5         | 0         | FC Barcelona            |
| 3          | Matt Miazga         | 19 lipca 1995        | 20        | 1         | Chelsea                 |
| 5          | Antonee Robinson    | 8 sierpnia 1997      | 8         | 0         | Fulham                  |
| 6          | John Brooks         | 28 stycznia 1993     | 39        | 3         | VfL Wolfsburg           |
| 13         | Tim Ream            | 5 października 1987  | 41        | 1         | Fulham                  |
| 15         | Chris Richards      | 28 marca 2000        | 1         | 0         | Bayern Monachium        |
| 20         | Reggie Cannon       | 11 czerwca 1998      | 13        | 0         | Boavista                |
| Pomocnicy  |                     |                      |           |           |                         |
| 4          | Tyler Adams         | 14 lutego 1999       | 12        | 1         | RB Leipzig              |
| 7          | Giovanni Reyna      | 13 listopada 2002    | 2         | 1         | Borussia Dortmund       |
| 8          | Weston McKennie     | 28 sierpnia 1998     | 21        | 6         | Juventus                |
| 12         | Richard Ledezma     | 6 września 2000      | 1         | 0         | PSV                     |
| 14         | Owen Otasowie       | 6 stycznia 2001      | 1         | 0         | Wolverhampton Wanderers |
| 16         | Johnny Cardoso      | 20 września 2001     | 2         | 0         | Internacional           |
| 17         | Sebastian Lletget   | 3 września 1992      | 16        | 3         | Los Angeles Galaxy      |
| 18         | Yunus Musah         | 29 listopada 2002    | 2         | 0         | Valencia                |
| Napastnicy |                     |                      |           |           |                         |
| 9          | Nicholas Gioacchini | 25 lipca 2000        | 2         | 2         | Caen                    |
| 11         | Konrad de la Fuente | 16 lipca 2001        | 1         | 0         | Olympique Marsylia      |
| 19         | Sebastian Soto      | 28 lipca 2000        | 1         | 2         | Telstar                 |
| 21         | Ulysses Llanez      | 2 kwietnia 2001      | 3         | 1         | Hannoverscher           |
| 23         | Timothy Weah        | 22 lutego 2000       | 10        | 1         | Lille                   |

## Rekordziści
| #   | Zawodnik         | Pozycja | Lata      | Występy |
| --- | ---------------- | ------- | --------- | ------- |
| 1.  | Cobi Jones       | PO      | 1992–2004 | 164     |
| 2.  | Landon Donovan   | NA      | 2000–2014 | 157     |
| 3.  | Michael Bradley  | PO      | 2006–     | 151     |
| 4.  | Clint Dempsey    | NA      | 2004–2017 | 141     |
| 5.  | Jeff Agoos       | OB      | 1988–2003 | 134     |
| 6.  | Marcelo Balboa   | OB      | 1988–2000 | 127     |
| 7.  | DaMarcus Beasley | PO      | 2001–2017 | 126     |
| 8.  | Tim Howard       | BR      | 2002–2017 | 121     |
| 9.  | Jozy Altidore    | NA      | 2007–     | 115     |
| 10. | Claudio Reyna    | PO      | 1994–2006 | 112     |
| 11. | Carlos Bocanegra | OB      | 2001–2012 | 110     |
| 11. | Paul Caligiuri   | PO      | 1984–1998 | 110     |
| 13. | Eric Wynalda     | NA      | 1990–2000 | 106     |
| 14. | Kasey Keller     | BR      | 1990–2007 | 102     |
| 15. | Earnie Stewart   | PO      | 1990–2004 | 101     |

| #   | Zawodnik          | Pozycja | Lata      | Gole |
| --- | ----------------- | ------- | --------- | ---- |
| 1.  | Clint Dempsey     | NA      | 2004–2017 | 57   |
| 1.  | Landon Donovan    | NA      | 2000–2014 | 57   |
| 3.  | Jozy Altidore     | NA      | 2007–     | 42   |
| 4.  | Eric Wynalda      | NA      | 1990–2000 | 34   |
| 5.  | Brian McBride     | NA      | 1993–2006 | 30   |
| 6.  | Joe-Max Moore     | NA      | 1992–2002 | 24   |
| 7.  | Christian Pulisic | NA      | 2016–     | 22   |
| 8.  | Bruce Murray      | NA      | 1985–1993 | 21   |
| 9.  | Eddie Johnson     | NA      | 2004–2014 | 19   |
| 10. | DaMarcus Beasley  | PO      | 2001–2017 | 17   |
| 10. | Earnie Stewart    | PO      | 1990–2004 | 17   |
| 10. | Michael Bradley   | PO      | 2006–     | 17   |
| 13. | Cobi Jones        | PO      | 1992–2004 | 15   |
| 14. | Carlos Bocanegra  | OB      | 2001–2012 | 14   |
| 15. | Marcelo Balboa    | OB      | 1988–2000 | 13   |
| 15. | Hugo Pérez        | PO      | 1984–1994 | 13   |
| 15. | Bobby Wood        | NA      | 2013–2018 | 13   |

## Selekcjonerzy
| 1.  | Thomas Cahill         | Stany Zjednoczone | 20 sierpnia 1916     | 3 września 1916      | 2   | 1  | 1  | 0  | 50% | –                        |
| 2.  | George Burford        | Stany Zjednoczone | 25 maja 1924         | 10 czerwca 1924      | 3   | 2  | 0  | 1  | 67% | –                        |
| 3.  | Nat Agar              | Anglia            | 27 czerwca 1925      | 6 listopada 1926     | 3   | 2  | 0  | 1  | 67% | –                        |
| 4.  | George Burford (2)    | Stany Zjednoczone | 30 maja 1928         | 10 czerwca 1928      | 2   | 0  | 1  | 1  | 0%  | –                        |
| 5.  | Robert Millar         | Stany Zjednoczone | 13 lipca 1930        | 17 sierpnia 1930     | 4   | 2  | 0  | 2  | 50% | –                        |
| 6.  | David Gould           | Szkocja           | 24 maja 1934         | 27 maja 1934         | 2   | 1  | 0  | 1  | 50% | –                        |
| 7.  | Bill Lloyd            | Stany Zjednoczone | 12 września 1937     | 26 września 1937     | 3   | 0  | 0  | 3  | 0%  | –                        |
| 8.  | Andrew Brown          | Szkocja           | 13 lipca 1947        | 20 lipca 1947        | 2   | 0  | 0  | 2  | 0%  | –                        |
| 9.  | Walter Giesler        | Stany Zjednoczone | 2 sierpnia 1948      | 21 września 1949     | 8   | 1  | 1  | 6  | 13% | –                        |
| 10. | William Jeffrey       | Szkocja           | 25 czerwca 1950      | 2 lipca 1950         | 3   | 1  | 0  | 2  | 33% | –                        |
| 11. | John Wood             | Anglia            | 30 kwietnia 1952     | 16 lipca 1952        | 2   | 0  | 0  | 2  | 0%  | –                        |
| 12. | Ernö Schwarz          | Węgry             | 8 czerwca 1953       | 25 sierpnia 1955     | 6   | 2  | 0  | 4  | 33% | –                        |
| 13. | George Meyer          | Stany Zjednoczone | 7 kwietnia 1957      | 6 lipca 1957         | 4   | 0  | 0  | 4  | 0%  | –                        |
| 14. | Jim Reed              | Stany Zjednoczone | 28 maja 1959         | 5 lutego 1961        | 4   | 0  | 1  | 3  | 0%  | –                        |
| 15. | George Meyer (2)      | Stany Zjednoczone | 7 marca 1965         | 21 marca 1965        | 4   | 1  | 2  | 1  | 25% | –                        |
| 16. | Phil Woosnam          | Walia             | 15 września 1968     | 10 listopada 1968    | 9   | 4  | 1  | 4  | 44% | –                        |
| 17. | Gordon Jago           | Anglia            | 20 kwietnia 1969     | 11 maja 1969         | 2   | 0  | 0  | 2  | 0%  | –                        |
| 18. | Bob Kehoe             | Stany Zjednoczone | 20 sierpnia 1972     | 10 września 1972     | 4   | 0  | 1  | 3  | 0%  | –                        |
| 19. | Max Wozniak           | Polska            | 17 marca 1973        | 20 marca 1973        | 2   | 0  | 0  | 2  | 0%  | –                        |
| 20. | Gene Chyzowych        | Stany Zjednoczone | 3 sierpnia 1973      | 9 września 1973      | 5   | 3  | 0  | 2  | 60% | –                        |
| 21. | Gordon Bradley        | Stany Zjednoczone | 16 października 1973 | 15 listopada 1973    | 5   | 0  | 0  | 5  | 0%  | –                        |
| 22. | Dettmar Cramer        | Niemcy            | 5 września 1974      | 8 września 1974      | 2   | 0  | 0  | 2  | 0%  | –                        |
| 23. | Al Miller             | Stany Zjednoczone | 26 marca 1974        | 24 czerwca 1974      | 2   | 0  | 0  | 2  | 0%  | –                        |
| 24. | Manfred Schellscheidt | Niemcy            | 19 sierpnia 1975     | 25 sierpnia 1975     | 3   | 0  | 0  | 3  | 0%  | –                        |
| 25. | Walter Chyzowych      | Stany Zjednoczone | 24 września 1976     | 23 listopada 1980    | 31  | 7  | 10 | 14 | 23% | –                        |
| 26. | Alkietas Panagulias   | Grecja            | 8 kwietnia 1983      | 16 czerwca 1985      | 18  | 6  | 7  | 5  | 33% | –                        |
| 27. | Lothar Osiander       | Niemcy            | 5 lutego 1986        | 13 sierpnia 1988     | 18  | 4  | 5  | 9  | 22% | –                        |
| 28. | Bob Gansler           | Stany Zjednoczone | 16 stycznia 1989     | 21 lutego 1991       | 36  | 14 | 6  | 16 | 39% | –                        |
| 29. | John Kowalski         | Polska            | 12 marca 1991        | 16 marca 1991        | 2   | 1  | 1  | 0  | 50% | –                        |
| 30. | Bora Milutinović      | Serbia            | 5 maja 1991          | 14 kwietnia 1995     | 96  | 30 | 31 | 35 | 31% | 1x Złoty Puchar CONCACAF |
| 31. | Steve Sampson         | Stany Zjednoczone | 22 kwietnia 1995     | 29 czerwca 1998      | 62  | 26 | 14 | 22 | 42% | –                        |
| 32. | Bruce Arena           | Stany Zjednoczone | 1 sierpnia 1998      | 14 lipca 2006        | 130 | 75 | 28 | 27 | 58% | 2x Złoty Puchar CONCACAF |
| 33. | Bob Bradley           | Stany Zjednoczone | 8 grudnia 2006       | 28 lipca 2011        | 80  | 43 | 12 | 25 | 54% | 1x Złoty Puchar CONCACAF |
| 34. | Jürgen Klinsmann      | Niemcy            | 1 sierpnia 2011      | 22 listopada 2016    | 91  | 51 | 14 | 26 | 56% | 1x Złoty Puchar CONCACAF |
| 35. | Bruce Arena           | Stany Zjednoczone | 22 listopada 2016    | 13 października 2017 | 18  | 10 | 6  | 2  | 55% | 1x Złoty Puchar CONCACAF |
| 36. | Dave Sarachan         | Stany Zjednoczone | 24 października 2017 | 1 grudnia 2018       | 14  | 4  | 5  | 5  | 28% | –                        |
| 37. | Gregg Berhalter       | Stany Zjednoczone | 4 grudnia 2018       | 31 grudnia 2022      | 21  | 13 | 3  | 5  | 61% |                          |

W nawiasie podano, po raz który selekcjoner prowadził reprezentację.

Nie uwzględniono selekcjonerów tymczasowych.
(Stan na 17 listopada 2020)